# Sunnybrae Park
Sunnybrae Park är en park i Kanada.   Den ligger i provinsen British Columbia, i den södra delen av landet, 3 200 km väster om huvudstaden Ottawa. Sunnybrae Park ligger 348 meter över havet.
Terrängen runt Sunnybrae Park är varierad. Närmaste större samhälle är Salmon Arm, 7,4 km söder om Sunnybrae Park.
I omgivningarna runt Sunnybrae Park växer i huvudsak barrskog. Runt Sunnybrae Park är det ganska tätbefolkat, med 86 invånare per kvadratkilometer.